# Война кормит войну

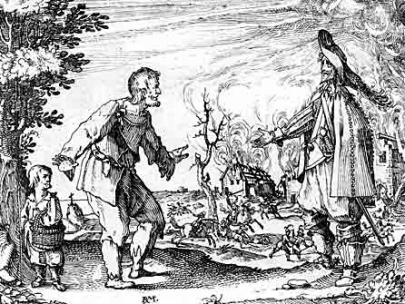
Крестьянин просит милостыни у наёмника на фоне горящей фермы. XVII век, неизвестный автор, эпоха Тридцатилетней войны

Война кормит войну (лат. bellum se ipsum alet или лат. bellum se ipsum alit), встречается также вариант Война сама себя кормит или Война живёт войной — крылатое выражение, описывающее принцип содержания армии путём использования всех ресурсов с оккупированных ею территорий. Нередко выражение связывается с последующим массовым голодом гражданского населения на оккупированных землях. Автором выражения является Катон Старший, а стало оно особенно актуальным во время Тридцатилетней войны и позже попало во многие языки мира (англ. The war feeds itself, фр. La guerre doit se nourrir elle-même, нем. Der Krieg ernährt den Krieg).

## История

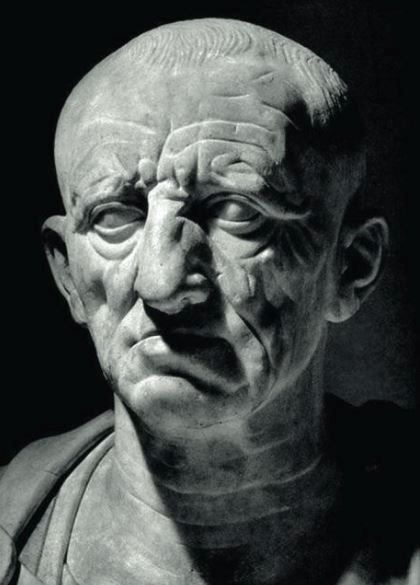
Катон Старший, которому приписывается фраза

Считается, что впервые эта фраза появилось в «Истории от основания города» (книга XXXIV, 9, 12) Тита Ливия. По Ливию, это выражение произнёс Марк Порций Катон Старший в 195 году до н. э. во время завоевания Испании Римом в ответ на предложение закупить дополнительные припасы для войск:

Стояло как раз то время года, когда испанцы собирают зерно в риги; Катон запретил подрядчикам закупать хлеб для войска и отослал их обратно в Рим, сказавши: «Война сама себя кормит».

Более известным выражение стало благодаря трилогии Фридриха Шиллера «Валленштейн»: во второй её части, «Пикколомини», во втором явлении первого действия выражение «Война живёт войной» произносит Иоганн Людвиг Гектор фон Изолани, генерал армии Альбрехта фон Валленштейна в разговоре с другими военачальниками.
| Оригинал | Перевод П. А. Каленова (1902) | Перевод Н. А. Славятинского (1980) |
| --- | --- | --- |
| Illo Ei was! Es war ein gutes Jahr, der Bauer kann Schon wieder geben! Questenberg Ja, wenn Sie von Herden Und Weideplätzen reden, Herr Feldmarschall Isolani Der Krieg ernährt den Krieg. Gehn Bauern drauf Ei, so gewinnt der Kaiser mehr Soldaten. Questenberg Und wird um so viel Untertanen ärmer! Isolani Pah! Seine Untertanen sind wir alle! | Илло. Э, полноте! Мужикъ за этотъ годъ Поправился, платить онъ снова можетъ. Квестенбергъ. Конечно, если только о стадахъ Вы говорите, господинъ фельдмаршалъ. Изолани. Война живетъ войной; коль на войну Идетъ мужикъ, тѣмъ лучше государю, Тѣмъ больше будетъ у него солдатъ. Квестенбергъ. И вѣрныхъ подданныхъ тѣмъ меньше, графъ. Изолани. Ба!-- Всѣ мы подданные государя. | Илло Э, нынче урожай, и мужчика Вновь можно стричь. Квестенберг О, если вы, фельдмаршал, Так о стадах и пастбищах печётесь... Изолани Война живёт войной. Когда крестьяне Разорены, они бегут в солдаты. Квестенберг И подданных становится всё меньше! Изолани А что же мы, не подданные разве? |

## Суть стратегии

### Тридцатилетняя война
До начала Тридцатилетней войны законы Священной Римской империи предусматривали содержание армии за счёт специального военного налога. Средства, необходимые для содержания крупных армий во время войны, оказывались больше, чем доходы военачальников от этих налогов, вследствие чего командованию приходилось искать другие источники дохода, начиная от взятия в долг и заканчивая амортизацией денег. В ходе войны принцип «война кормит войну» применялся в двух этапах: сначала с территории, занятой войсками, для нужд армии реквизировались все припасы, а затем с этих же земель собирались средства для выплаты жалования солдатам

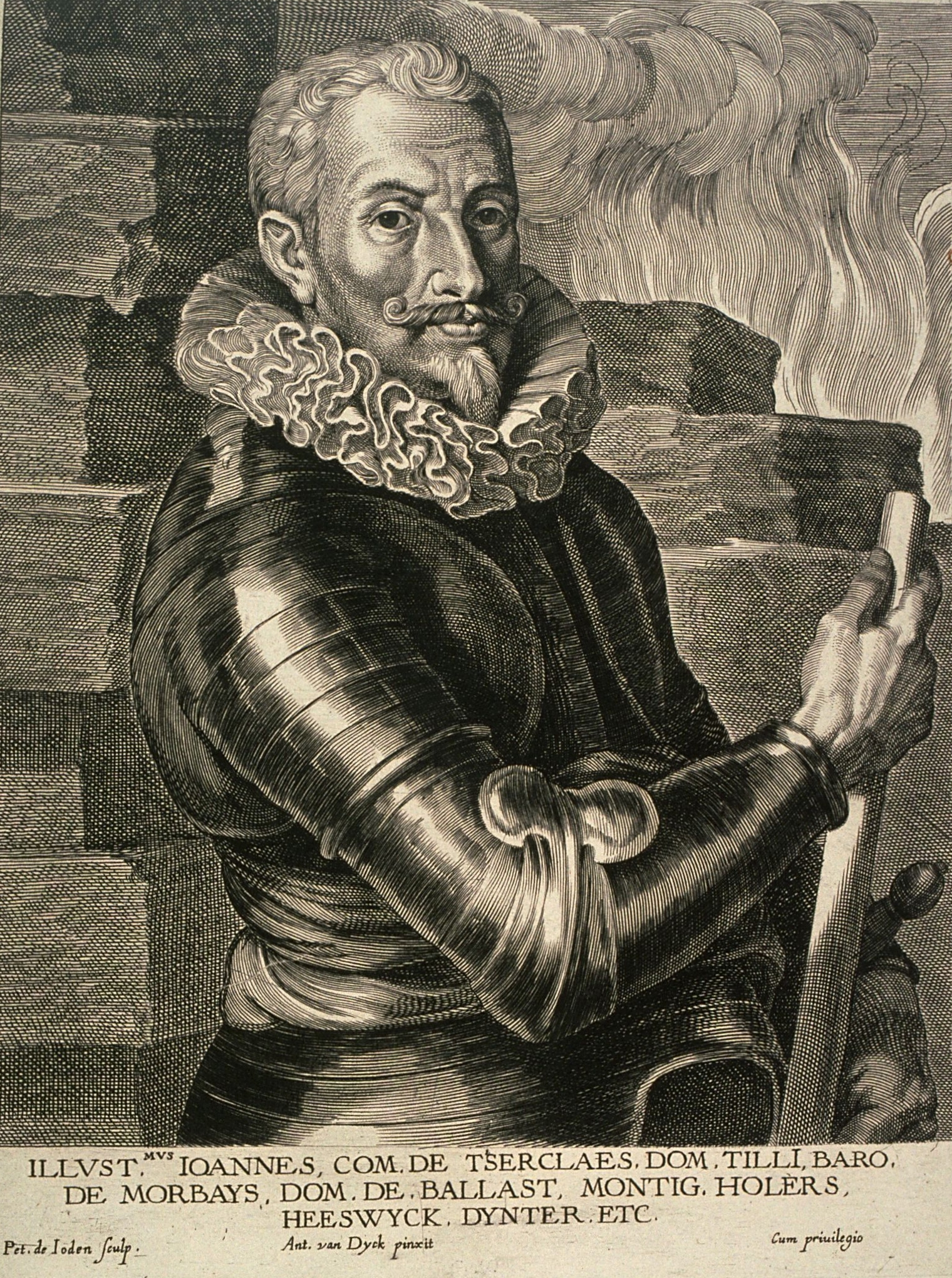
Иоганн Церклас, граф фон Тилли применил первым подобный принцип в 1623 году

В 1623 году этот принцип претворили в жизнь Иоганн Церклас, граф фон Тилли, командир войск Католической лиги, на оккупированных территориях, и Верхнесаксонский округ. Саксонцы собрали войско для защиты своих территорий и распределили его по всему округу, разделив его на «округа контрибуции» (нем. Kontributionsbezirke), каждый из которых обязался предоставлять определённое количество продовольствия для солдат и лошадей. Солдаты были расквартированы в домах обычных людей, которые обязаны были предоставлять солдатам крышу над головой, еду и «деньги на услуги» (нем. Servisgeld), которые солдат тратил на приобретение хвороста и соли. Все эти меры предложила аристократия, правившая в округе, а местным властям были даны указания обеспечить соблюдение этих введённых мер. Граф фон Тилли ввёл те же меры в том же году в оккупированном Херсфельде, но затребовал намного большие средства, и некоторые из них пришлось изымать у местных с применением грубой силы.
В 1625 году Альбрехт фон Валленштейн дал обещание императору Священной Римской империи Фердинанду II самостоятельно собрать армию и самостоятельно же обеспечить её содержание. Фердинанд II фактически дал добро на разграбление территории, но с условием, что средства запрещено собирать с применением грубой силы без одобрения свыше. Впрочем, фон Валленштейн игнорировал это условие: армия кормилась и получала жалование исключительно за счёт подобных контрибуций, грабежа и сбора трофеев. Вскоре все участники Тридцатилетней войны стали придерживаться подобного правила.
Контрибуции с оккупированных территорий собирались военными и местными властями, которых зачастую силой заставляли участвовать в подобном сборе средств: это привело к разграблению и такому упадку многих германских земель, что многие из них не могли оправиться от последствий войны вплоть до XVIII века.

### Вторая мировая война

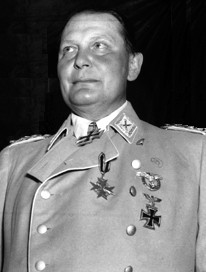
Герман Геринг, поддерживавший применение «плана голода» на оккупированных советских территориях

В ходе операции «Барбаросса» немецкие войска, оккупировав часть территории СССР, заполучили намного меньшее количество ресурсов, чем ожидалось. Пытаясь предотвратить грядущие небоевые потери немецких войск, немцы издали ряд распоряжений, согласно которым армия имела право изымать на оккупированных территориях продовольствие для собственных нужд и тем самым обрекала гражданское население на голодную смерть. Считается, что эту идею поддержал Герман Геринг, который в сентябре 1941 года предсказывал «крупнейший голод с момента Тридцатилетней войны» на этих территориях и полностью оправдывал все эти намерения Рейха принципом «война кормит войну».